# Anllarinos del Sil
Anllarinos del Sil es una localidad española del municipio de Páramo del Sil, en la provincia de León, comunidad autónoma de Castilla y León. Se encuentra en la comarca de El Bierzo.

## Situación
Se encuentra al O de Páramo del Sil, al NE de Fabero y al E de Valle de Ancares.

## Demografía
| 2000 | 2001 | 2002 | 2003 | 2004 | 2005 | 2006 | 2007 | 2008 | 2009 | 2010 | 2011 | 2021 |
| 37   | 38   | 36   | 32   | 30   | 29   | 32   | 29   | 28   | 21   | 20   | 20   | 15   |